# Алиат II
Алиат II (Alyattes, 619 – 560 пр.н.е.) е цар на Лидия в Мала Азия през 605 пр.н.е. – 561 пр.н.е. (или 613 – 556 пр.н.е.) от династията Мермнади. Той е „откривателят“ на сеченето на монети и баща на прочутия цар Крез.

## Произход и управление
Той е син на цар Садиат II.
През неговото управление царството Лидия стига до река Халис. Той покорява също и фригийците. Източно от Халис започва Цаарство Мидия, с което той воюва от 590 пр.н.е. Границата е призната в битката на Халис на 28 май 585 пр.н.е. В тази битка не се стига до боеве заради неочаквано слънчево затъмнение. Алиат от Лидия и Киаксар от Мидия сключват мир с помощта на Навуходоносор II от Вавилония и царят на Киликия. Дъщерята на Алиат, Ариенис, била омъжена за Астиаг, син на Киаксар.
Алиат II побеждава също някои гръцки градове на брега и те му плащат трибути. Освен това Алиат разгромява конния народ кимери и така той прекратява техните около 100-годишни нападения.
С идването на власт на Алиат се появяват първите монети в световната история, затова той е смятан за откривател на сеченето на монети.
Грамадният курган-гроб на Алиат се намира в царския некропол на 11 км от Сарди. Гробът му е с диаметър от 355 м и висок 35 м.

## Фамилия
Алиат II се жени за жена от Кария. Той има двама сина и две дъщери:
- Крез, последният цар на Лидия (упр. 556 – 541 пр.н.е.)
- Адрамит, основава град Адрамитеион
- Ариенис, омъжена за Астиаг, цар на Мидия (585 – 550 пр.н.е.), майка на:
  - Мандане (майка на Кир Велики)
- дъщеря с неизвестно име, която е омъжена за Мелас (майка на Пиндар, който става тиран на Ефес).